# Raúl Campero
Raúl Campero Núñez (29 novembre 1919 – 31 ottobre 1980) è stato un cavaliere messicano.

## Palmarès

### Olimpiadi
- Bronzo a Londra 1948 nel concorso completo a squadre.